# Agnes Martin
Agnes Martin, född 22 mars 1912 i Kanada, död 16 december 2004, var en amerikansk konstnär som brukar räknas till minimalismen, själv kallade hon sig abstrakt expressionist. Agnes Martin har omnämnts som "den mest berömda okända konstnären i Amerika”. Hon var en del av det intellektuella avantgardet i New York men lämnade metropolen 1967 och flyttade till den lilla staden Taos i New Mexico.

## Agnes Martins måleri
Agnes Martins syn på konst beskrivs bäst genom följande citat: "Den bästa konsten är musik…den är helt abstrakt, vårt gensvar är känslomässigt…all konst är sådan, inte alls intellektuell." (Agnes Martin, 1997)
Agnes Martins måleri är abstrakt; rutnät och ränder i dämpade färgnyanser, och hon kallade sig abstrakt expressionist. Men till skillnad från det vi vanligen associerar med abstrakt expressionism – färg som till synes okontrollerat bretts på duken, en direktöverföring av känslor, stora åthävor – av detta finns inget hos Agnes Martin. Martins målningar är harmoniskt komponerade i milda färger. Hon menade dock att de tillkommit på liknande sätt som kollegernas ”abstrakta expressionism”: känsla och intuition är utgångspunkten. "Art is the concrete representation of our most subtle feelings", sade hon.
Struktur, illusion, sprödhet och lågmäld styrka utmärker Agnes Martins målningar. De är precisa och sparsamma i uttrycket, skapar förnimelser av att färgytor lyfter eller förskjuts, de är luftiga, flyktiga och samtidigt påtagliga. De bär på en meditativ kvalitet och är, som en kritiker uttryckt det, ”icke-hierarkiska” vilket är sprunget ur Martins intresse för österländsk filosofi. Hon nämner att målningarna innefattar obegränsat utrymme, då hon arbetar med horisontala linjer och inte med former som vanligtvis hanterar den enas placering i förhållande till en annans.
Se några av Agnes Martins målningar på dessa länkar nedan.

## Biografi
Agnes Martin föddes i jordbruksbygden i Saskatchewan i mitten av södra Kanada och växte upp i Vancouver. Vid 20 års ålder, 1932, flyttade hon till USA för att studera och tog en Master of Arts vid Columbia University i New York. Under 1930- och 1940-talen arbetade hon som lärare. På 1950-talet bodde hon fem år i New Mexico innan hon 1957 bosatte sig i konstnärskvarteren på nedre Manhattan där hon lärde känna Mark Rothko, Barnett Newman, Ad Reinhardt, Ellsworth Kelly och Georgia O'Keeffe. Det var tack vare galleristen Betty Parsons ekonomiska stöd som Agnes Martin fick råd att flytta till New York. Hon hade sin första separatutställning på Parsons galleri 1958. Nio år senare, 1967, när kontraktet på hennes ateljé gick ut, lämnade hon sina ägodelar, inklusive målarattiraljer, och gav sig iväg med sin pick-up på en tur runt Kanada och västra USA och bosatte sig slutligen i Taos, New Mexico.
Under sju år lade hon måleriet åt sidan och ägnade sig åt att bygga sig ett adobe-hus, studera Zen och daoism, samt åt att skriva. Vid början av 1970-talet återuppog hon måleriet och påbörjade en serie målningar som hon presenterade 1975. Dessa ”minimalistiska” målningar som hon själv kallade abstrakt expressionism, vann gillande och respekt, framförallt hos kritiker och kolleger men även hos konstsamlare. 
1979 gjorde Agnes Martin en film med namnet "Gabriel". Den handlar om en pojke som bestiger ett berg och var för Agnes Martin en kommentar till vad hon kallar "effektchocker" som var det som visades när man gick på bio.
1989 valdes hon in i USA:s konstakademi, American Academy and Institute of Arts and Letters, och 1998 erhöll hon den prestigefulla medaljen ”National Medal of Arts”. 1991 gav hon ut boken ”Writings” med sina tankar om konst, starkt influerad av Zen och daoism. Samma år flyttade hon till ett ålderdomshem i Taos. Agnes Martin avled 2004 vid 92 års ålder.
| ”                    | I’m very careful not to have ideas, because they’re inaccurate. | „ |
| – Agnes Martin, 2002 |                                                                 |   |

## Utställningar (urval)
- 1958–1967 Utställningar hos Betty Parsons, New York.
- 1973 Institute of Contemporary Art. Philadelphia
- 1977 Documenta 6, Kassel
- 1991 Stedelijk Museum i Amsterdam
- 1992 Whitney Museum of American Art, New York
- 1994 Magasin 3, Stockholm
- 2000 Whitney Museum of American Art, New York
- 2009 Scottish National Gallery of Modern Art, Edinburgh

## Utmärkelser (urval)
- 1991 - Alexej von Jawlensky priset, Wiesbaden, Tyskland.
- 1992 - Oskar Kokoschka priset, Österrike.
- 1997 - Konstbiennalen i Venedig: Guldlejonet för ”lifetime achivment”.
- 1998 - National Medal of Arts, USA.